# Біржовий брокер
Біржові брокери (в діяльності товарних бірж на території України) — фізичні особи, зареєстровані на біржі відповідно до її статуту, обов'язки яких полягають у виконанні доручень членів біржі, яких вони представляють, щодо здійснення біржових операцій шляхом пошуку контрактів і подання здійснюваних ними операцій для реєстрації на біржі. Цей термін також стосується фінансових компаній, що пропонують такі послуги.
Брокер повинен мати юридичну освіту. Він має швидко реагувати та вирішувати спірні ситуації. Зазвичай, його заробітна плата – це комісія від угоди. А чим їх більше, то, відповідно, і заробіток вищий. У середньому місячна зарплата біржових брокерів становить 1300 дол. 
Приклади професійних призначень, які проводяться приватними особами в цій галузі, що впливає на типи інвестицій, які їм дозволено проводити, та послуги, які вони надають, включають кваліфікованих фінансових консультантів, сертифікованих фінансових планувальників або фінансових аналітиків (у США та Великій Британії), фахових стратегічних спеціалістів із забезпеченості (у Канаді), спеціалісти з фінансового планування (у Великій Британії) та магістр ділового адміністрування. Орган регулювання фінансової галузі пропонує Інтернет-інструмент, розроблений, щоб допомогти зрозуміти професійні позначення в Сполучених Штатах.

## Ліцензування біржових маклерів

### США
У США ліцензуванням біржових брокерів займаються U. S. Securities and Exchange Commission та Financial Industry Regulatory Authority. Також брокерські фірми підпорядковуються правилам місцевої юрисдикції, які можуть змінюватися від штату до штату. Загальною для всіх штатів США є відмова в ліцензії брокерській фірмі, що надає торгівлю з кредитним плечем CFD. Така єдність пояснюється тим, що 76% рахунків роздрібних інвесторів втрачають гроші при торгівлі CFD.

### Сполучене Королівство
У Великій Британії біржові брокери повинні пройти навчання, щоб отримати статус, визнаний Financial Conduct Authority. Ліцензію брокера можна перевірити в Financial Services Register.

### Франція
Після прийняття закону 1996 року про модернізацію фінансової діяльності на зміну біржовим брокерам прийшли інвестиційні компанії.